# TJ Sokol Losiná
TJ Sokol Losiná (celým názvem: Tělovýchovná jednota Sokol Losiná) je český klub ledního hokeje, který sídlí v obci Losiná v Plzeňském kraji. Založen byl v roce 1950. Od sezóny 2015/16 působí v Plzeňské krajské soutěži – sk. B, šesté české nejvyšší soutěži ledního hokeje. Klubové barvy jsou modrá, bílá a žlutá.
Své domácí zápasy odehrává v Plzni na tamější tréninkové hale s kapacitou 200 diváků.

## Přehled ligové účasti
Stručný přehled
Zdroj: 
- 1972–1973: Divize – sk. A (3. ligová úroveň v Československu)
- 1973–1974: Divize – sk. A (4. ligová úroveň v Československu)
- 1979–1980: Krajský přebor I. třídy - Západní Čechy (3. ligová úroveň v Československu)
- 2010–2011: Plzeňská krajská soutěž – sk. B (6. ligová úroveň v České republice)
- 2011–2015: Plzeňská krajská soutěž – sk. C (7. ligová úroveň v České republice)
- 2015– : Plzeňská krajská soutěž – sk. B (6. ligová úroveň v České republice)

Jednotlivé ročníky
Zdroj: 
Legenda: ZČ – základní část, červené podbarvení – sestup, zelené podbarvení – postup, fialové podbarvení – reorganizace, změna skupiny či soutěže
| Československo (1972 – 1993) |                                         |           |           |                                     |              |
| Sezóny                       | Soutěž                                  | Úroveň    | ZČ        | Play-off, nadstavba, sk. o udržení… | Poznámky     |
| 1972/73                      | Divize – sk. A                          | 3. úroveň | 7. místo  |                                     | Reorganizace |
| 1973/74                      | Divize – sk. A                          | 4. úroveň | 6. místo  |                                     | Sestup       |
| …                            |                                         |           |           |                                     |              |
| 1979/80                      | Krajský přebor I. třídy - Západní Čechy | 3. úroveň | ?. místo  |                                     |              |
| …                            |                                         |           |           |                                     |              |
| Česko (1993 – )              |                                         |           |           |                                     |              |
| Sezóny                       | Soutěž                                  | Úroveň    | ZČ        | Play-off, nadstavba, sk. o udržení… | Poznámky     |
| …                            |                                         |           |           |                                     |              |
| 2010/11                      | Plzeňská krajská soutěž – sk. B         | 6. úroveň | 14. místo |                                     | Sestup       |
| 2011/12                      | Plzeňská krajská soutěž – sk. C         | 7. úroveň | 1. místo  | Finále                              |              |
| 2012/13                      | Plzeňská krajská soutěž – sk. C         | 7. úroveň | 1. místo  | Semifinále                          |              |
| 2013/14                      | Plzeňská krajská soutěž – sk. C         | 7. úroveň | 1. místo  | Čtvrtfinále                         |              |
| 2014/15                      | Plzeňská krajská soutěž – sk. C         | 7. úroveň | 1. místo  | Vítěz                               | Postup       |
| 2015/16                      | Plzeňská krajská soutěž – sk. B         | 6. úroveň | 5. místo  | Předkolo                            |              |
| 2016/17                      | Plzeňská krajská soutěž – sk. B         | 6. úroveň | 6. místo  |                                     |              |
| 2017/18                      | Plzeňská krajská soutěž – sk. B         | 6. úroveň | 5. místo  |                                     |              |
| 2018/19                      | Plzeňská krajská soutěž – sk. B         | 6. úroveň |           |                                     |              |